# Народний дім «Просвіта» Національного університету «Львівська політехніка»
Товариство «Просвіта» ім.Тараса Шевченка Національного університету «Львівська політехніка»— культурно-просвітницький заклад, створений на базі студентського клубу Національного університету «Львівська політехніка».

## Діяльність
Товариство «Просвіта» ім.Т.Шевченка НУ «Львівська політехніка» створено у грудні 1992 року. В першу Раду Товариства увійшли Ярослава Величко, Орест Кунтий, Мирослав Ненека, Ігор Кархут та інші.
Основною діяльністю народного дому «Просвіта» є виховання у студентської молоді високих моральних, духовних і культурних якостей, активної громадянської позиції, національної свідомості та патріотизму, відродження національно-культурних традицій українського народу, пропаганда української культури і мистецтва, організація культурного дозвілля, розвиток творчих обдарувань студентів і працівників університету, організація роботи колективів художньої самодіяльності.З цією метою в університеті народний дім проводить тематичні вечори, театралізовані свята, урочисті академії, присвячені визначним діячам України та знаменним датам, засідання дискусійних клубів, різноманітні обрядові заходи, фестивалі, концерти, вечори відпочинку, дискотеки тощо.
Традиційно «Просвіта» проводить наступні свята: урочиста церемонія посвяти в студенти, студентські фестивалі самодіяльної художньої творчості «Весна політехніки», «Осінь політехніки», урочисті академії, присвячені дням народження українських поетів Тараса Шевченка, Лесі Українки, Івана Франка, національним героям України – Степану Бандері, Роману Шухевичу, Михайлу Грушевському, видатним вченим України – Юрію Дрогобичу, Юліану Захарієвичу, Юліану Медведському та іншим.
Діяльність Товариства регламентується Статутом Товариства «Просвіта» Львівської політехніки. В Інститутах формуються осередки, які на зборах обирають Раду осередку та голову. На звітно-виборній конференції Товариства делеговані від осередків члени «Просвіти» обирають Раду та голову Товариства. В Раду «Просвіти» входять, крім обраних членів, голови осередків Товариства. Для діяльності Товариства за напрямками члени Ради Товариства працюють в комісіях:
- організаційна комісія;
- мовна комісія;
- просвітницька комісія;
- комісія молодіжної політики.

## Колективи
Одним із пріоритетних питань роботи Народного Дому «Просвіта» є організація роботи колективів художньої самодіяльності, розвиток творчих обдарувань студентів та працівників університету, пропаганда українського національного мистецтва.
У Народному Домі «Просвіта» працюють 10 колективів художньої самодіяльності, в яких беруть участь понад 600 студентів і працівників: Народний ансамбль танцю «Вірність», Народна хорова капела студентів «Гаудеамус», Народний ансамбль бандуристок «Заспів», Народний чоловічий хор викладачів «Орфей», народний вокальний ансамбль «Аколада», ансамбль сучасного естрадного танцю, театральна студія «Хочу», вокальний ансамбль естрадної пісні, ансамбль народних інструментів.

### Народна хорова капела студентів «Гаудеамус»

«Гаудеамус»

Студентська хорова капела створена в 1950 році Володимиром Пекарем. За період своєї діяльності капела здійснила численні творчі поїздки по Україні, у держави Балтії, Росію, Білорусь, Вірменію, Грузію, Польщу, Словаччину, Австрію, Німеччину, Італію та Ватикан.
У репертуарі капели твори авторів різних стилів та епох: А.Вівальді, Л.Бетховена, Д.Каччіні, Д.Бортнянського, А.Веделя, М.Березовського, М.Лисенка, А.Гнатишина, Д.Січинського, В.Барвінського, М.Леонтовича, Є.Козака, А.Кос-Анатольського, М.Скорика, Божественна літургія Ів. Золотоустого, українські народні та обрядові пісні, твори сучасних композиторів.
Народна хорова капела «Гаудеамус» - багаторазовий лауреат міжнародних, всеукраїнських та обласних фестивалів і конкурсів хорового мистецтва. У 1968 році за високу виконавську майстерність і своєрідне розкриття хорового мистецтва капелі присвоєно почесне звання «Народна».

### Народний ансамбль бандуристів «Заспів»
Першу капелу бандуристів «Львівської політехніки» організував у 1949 році Олег Гасюк. Неодноразово капелу змушували припиняти діяльність через чітко виражене національне спрямування, а її учасників арештовували і засилали в сибірські табори. Але численні заборони та обмеження не знищили духу капели.
У 2000 році за високу виконавську майстерність колективу присвоєно почесне звання «Народний». Ансамбль бандуристок «Заспів» швидко здобув професійне міжнародне визнання.
Ансамбль є лауреатом багатьох всеукраїнських та міжнародних конкурсів і фестивалів, зокрема Міжнародного фестивалю студентської культури «Краків – 2000» (Польща), «Євро Трефф – 2001» (м.Вольфенбютель, Німеччина), Третього Всеукраїнського фестивалю самодіяльних колективів профспілок (м.Київ, 2001), Міжнародного хорового фестивалю «Галлє – 2002» (Німеччина).

Успішно виступив на Міжнародній конференції «Європейські дні» (м.Фрібург, Швейцарія), в 2003 р. на IV бенефіс – концерті «Музика в Європі» (м.Гіссен, Німеччина), на V Міжнародному конкурсі «Європа та її пісні» (м.Барселона, Іспанія) «Заспів» здобув перше місце.
У 2004 році з великим успіхом виступив на концертах м.Лодзь (Польща), у 2005 р. став дипломантом XIII Міжнародного фестивалю «Оркестри Каталонії» (м.Барселона, Іспанія), у 2006р. побував з концертами в м.Стокгольмі (Швеція), у м.Празі (Чехія), у м.Будапешті (Угорщина). «Заспів» - єдиний колектив, який представляє західний регіон на Всеукраїнському фестивалі «Вересаєве свято» в с.Сокиринці Чернігівської області.

### Народний чоловічий хор «Орфей»
Народний чоловічий хор «Орфей» засновано в 1979 році. Організатором і першим художнім керівником колективу був відомий музикант Петро Гудз. Історія колективу відображена в мистецькому альбомі «Орфей».
«Орфей» здійснив неодноразові поїздки по Україні, Польщі, Білорусі, багатьох інших країнах Європи.Був учасником всесоюзних, всеукраїнських та міжнародних фестивалів і конкурсів хорової музики.
Хор є лауреатом Міжнародного фестивалю хорової музики у Львові (1998р.), переможцем XIX Міжнародного фестивалю духовної музики у м.Гайнівка (Польща – 2001, І-ша премія), дипломантом Міжнародного фестивалю «Хор у русі» у м.Артем (Голландія, 2001р.), дипломантом Міжнародного фестивалю у м.Монтре (Швейцарія, 2002р.), XX-го Міжнародного фестивалю на острові Джерсі (Велика Британія, 2002р.), учасником XX Міжнародного хорового фестивалю у м.Превенза (Греція, 2002р.), дипломантом Всеукраїнського фестивалю «Від Різдва до Різдва» (Дніпропетровськ, 2002)
У репертуарі хору понад 150 високохудожніх хорових творів української та світової класики, народних пісень, колядок і щедрівок, Божественна Літургія та ціла низка духовних творів.